# Rhabdalestes maunensis
Rhabdalestes maunensis es una especie de peces de la familia Alestiidae en el orden de los Characiformes.

## Morfología
Los machos pueden llegar alcanzar los 8,5 cm de longitud total.

## Alimentación
Come pequeños insectos acuáticos y otros invertebrados.

## Hábitat
Es un pez de agua dulce y de clima tropical.

## Distribución geográfica
Se encuentran en África.